# Little Boxes

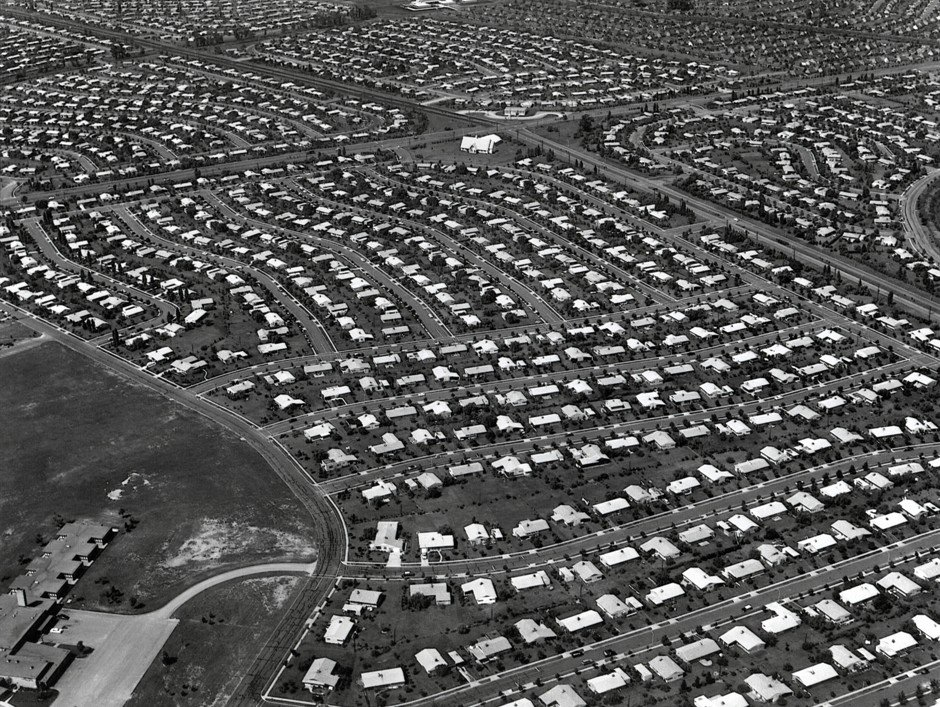
Um exemplo da urbanização de classe média satirizada em in "Little Boxes": Levittown, Pensilvânia, um dos mais importantes projetos de urbanização do pós-guerra nos Estados Unidos.

"Little Boxes" é uma canção escrita e composta por Malvina Reynolds em 1962, que se tornou um sucesso na voz de seu amigo Pete Seeger em 1963 e a canção-tema do programa Weeds em 2005.
A canção é uma sátira política sobre o desenvolvimento dos subúrbios, associado ao conformismo das atitudes da classe média, ironizando as habitações feitas em série (tract housing) com "little boxes" (caixinhas) de cores diferentes como todas feitas de ticky-tacky e que parecem todas iguais. "Ticky-tacky" é uma referência ao material de má qualidade, inferior, usado na construção em série dessas casas.

## Contexto
Reynolds era uma cantora-compositora folk e ativista política nas décadas de 1960 e de 1970. Sua filha, Nancy Reynolds, explicou como surgiu a ideia da canção: sua mãe vira projetos de desenvolvimento urbano nas proximidades de Daly City, Califórnia, construída no pós-guerra por Henry Doelger, especialmente o bairro de Westlake.
| “ | Minha mãe e meu pai vinham dirigindo em direção ao sul vindos de San Francisco e passavam por Daly City quando minha mãe teve a ideia para a canção. Ela pediu a meu pai que assumisse o volante e a escreveu no caminho para o encontro em La Honda, onde ela iria cantar numa reunião da Friends Committee on National Legislation. Quando a revista Time (creio eu, talvez a Newsweek) quis uma foto dela apontando o lugar com as casas que a inspiraram, ela não pôde encontrá-las porque tantas haviam sido construídas em torno delas e as colinas estavam totalmente cobertas. | ” |

A versão de Reynolds aparece no seu álbum de 1967 na Columbia Records, intitulado Malvina Reynolds Sings the Truth, e também pode ser encontrada no relançamento em CD de 2000 do Instituto Smithsonian pela gravadora Folkways Records, Ear To The Ground. No entanto, a versão de Pete Seeger da canção ficou conhecida internacionalmente e atingiu a 70ª posição no Billboard Hot 100. Seeger era amigo de Reynolds, também era ativista político e como outros tantos nas décadas de 1960 e 1970, valeu-se de canções no estilo folk como meio de protesto.

## Recepção
A profundidade da sátira foi atestada por um professor universitário citado pela revista Time em 1964 como tendo dito, "Eu tenho lecionado minhas aulas sobre conformismo da classe média durante um semestre inteiro. Eis uma canção que diz tudo isso em um minuto e meio."
O termo "ticky-tacky" tornou-se um bordão durante a década de 1960, atestando a popularidade da canção. Entretanto, de acordo com Christopher Hitchens, o humorista Tom Lehrer descreveu "Little Boxes" como "a canção mais hipócrita jamais escrita".

## Na cultura popular
- 1975: no romance Ecotopia, de Ernest Callenbach, descrevendo uma utopia secessionista ecológica no oeste dos Estados Unidos, o protagonista, visitando o país como jornalista, é informado "que aquelas casas são referidas como ticky-tacky boxes"  pela população;[6]
- 2005–12: A canção foi usada como tema de abertura da série de televisão Weeds. A primeira temporada usou a versão de Reynolds. Na segunda e na terceira temporadas, vários artistas e celebridades fizeram versões da canção para diferentes episódios. A canção não foi usada regularmente da quarta à sétima temporadas, mas teve versões de vários artistas na oitava e última temporada.[7]
- 2006: O título de um livro sobre Westlake, Daly City, Califórnia, Little Boxes: The Architecture of a Classic Midcentury Suburb, foi inspirado na canção.[8]
- 2014: Uma variação de "Little Boxes" aparece no filme The Boxtrolls, tocada pela banda Loch Lomond.[9][10]